# XHTML 2.0
XHTML 2 — язык разметки, разрабатывавшийся c целью предоставить документы для широкого диапазона целей Всемирной Паутины (World Wide Web). 
Многие пункты в спецификации XHTML 2.0 проекта являются спорными, потому что они нарушают обратную совместимость со всеми предыдущими версиями, и поэтому, в действительности, XHTML 2.0 — это новый язык разметки, созданный специально, чтобы обойти ограничения (X) HTML, а не просто стать новой версией. Многие проблемы с совместимостью легко решаются, однако, путём разбора XHTML 2.0 тем же методом, которым пользовательский агент разобрал бы XHTML 1.1: через анализатор XML и документ CSS согласно текущим рабочим черновикам XHTML 2.0.
Новые особенности, принесённые XHTML 2.0 в семью языков разметки HTML:
- формы HTML (XHTML 1.0) будут заменены на XForms;
- фреймы HTML (XHTML 1.0) будут заменены на XFrames;
- улучшенное управление DOM структурой документа с помощью XML Events;
- модульная структура: встроенная поддержка модулей Ruby character;
- улучшенная структурированность: использование элементов sections и h;

## Отказ в пользу HTML5
2 июля 2009 года руководитель W3C объявил о том, что по истечении в конце 2009 года срока действия Устава рабочей группы XHTML 2, он (устав) продлён не будет. Все ресурсы переводятся в Рабочую группу HTML5. Этим решением W3C надеется ускорить разработку нового стандарта и прояснить позицию относительно будущего HTML.